# Boala Crohn
Boala Crohn, cunoscută și sub numele de sindromul Crohn sau enterită regională, este un tip de boală inflamatorie intestinală (BII) ce poate afecta orice parte a tractului gastrointestinal, de la gură până la anus. Simptomele includ adesea: dureri abdominale, diaree (ce ar putea conține sânge dacă inflamația este severă), febră și pierdere în greutate. Alte complicații pot apărea în afara tractului gastrointestinal și includ: anemie, iritații ale pielii, artrită, inflamarea ochilor și oboseală. Iritațiile pielii pot apărea din cauza unor infecții, precum pyoderma gangrenosum sau eritemul nodos. Ocluzia intestinală apare des, iar aceia care suferă de această boală prezintă un risc mai mare de dezvoltare a cancerului intestinal.

## Date epidemiologice și istoric
Boala Crohn afectează 3,2 din 1000 de oameni din Europa și America de Nord. Este mai puțin comună în Asia și Africa. Istoric vorbind, aceasta a fost mai frecventă în lumea dezvoltată. Însă, din 1970, procentajele au început să crească și în lumea în curs de dezvoltare. Boala intestinală inflamatorie a cauzat 35.000 de decese în anul 2010 iar persoanele cu boala Crohn au o speranță de viață puțin mai redusă decât a oamenilor obișnuiți. Aceasta tinde să apară la adolescenți și la persoanele aflate în jurul vârstei de 20 de ani, dar poate apărea la toate vârstele. Femeile și bărbații sunt afectați în mod egal. Boala a fost denumită după gastroenterologul Burrill Bernard Crohn care, în 1932, împreună cu alți doi colegi ai săi de la Spitalul Mount Sinai din New York, a descris o serie de pacienți cu inflamații ale ileonului terminal al intestinului subțire, zona cea mai afectată de boală.

## Cauze
Boala Crohn este cauzată de o combinație a factorilor de mediu, imunitari și bacteriali ce apare la indivizii susceptibili din punct de vedere genetic. Aceasta duce la o afecțiune inflamalatorie cronică, în care sistemul imunitar al corpului atacă tractul gastrointestinal, atac probabil direcționat către antigenii microbieni. Chiar dacă boala Crohn este legată de sistemul imunitar, aceasta nu pare a fi o boală autoimună (în sensul că sistemul imunitar nu este declanșat de către organism). Elementele exacte care stau la baza problemei legate de imunitate nu sunt clare, însă ar putea fi vorba de o condiție de imunodeficiență. Aproximativ jumătate din riscul general este legat de genetică, având în vedere faptul că sunt implicate aproximativ 70 de gene. Fumătorii se expun unui risc dublu de a contracta boala, față de nefumători. De asemenea, de multe ori apare după o gastroenterită. Diagnosticul se bazează pe un număr de constatări, inclusiv: biopsie și aspectul peretelui intestinal, imagistica medicală și descrierea bolii. Alte afecțiuni similare ce pot apărea, includ: sindromul colonului iritabil și boala Behcet.

## Tratament și prognostic
Nu există medicație sau intervenții chirurgicale pentru a vindeca boala Crohn. Opțiunile de tratament ajută la ameliorarea simptomelor, mențin atenuarea lor și previn recidivarea. La cei diagnosticați din timp, un corticosteroid poate fi folosit pentru o scurtă perioadă de timp pentru a îmbunătăți rapid starea bolii, alături de un alt medicament precum metotrexat sau mercaptopurină, folosite pentru a preveni recidivarea. O parte importantă a tratamentului este constituită de stoparea fumatului. Una din cinci persoane ce a contractat boala este internată în spital în fiecare an, iar jumătate dintre cei ce prezintă boala vor avea nevoie de intervenții chirurgicale la un moment dat, în decurs de zece ani.  Deși chirurgia ar trebui să fie folosită cât mai puțin posibil, ea este necesară pentru a se rezolva anumite probleme precum abcesele, unele obstrucții intestinale și cancere.  O colonoscopie este recomandată odată la câțiva ani, după opt ani de la apariția bolii, pentru a verifica apariția cancerului de colon.